# Gonatium crassipalpum
Gonatium crassipalpum is een spinnensoort in de taxonomische indeling van de hangmatspinnen (Linyphiidae).
Het dier behoort tot het geslacht Gonatium. De wetenschappelijke naam van de soort werd voor het eerst geldig gepubliceerd in 1933 door Elizabeth Bangs Bryant.